# 1616 no Brasil
Esta é uma cronologia dos fatos acontecimentos de ano 1616 no Brasil.

## Eventos
- 12 de janeiro: fundação do Forte do Presépio e do povoado colonial (villa) Feliz Lusitânia por Francisco Caldeira Castelo Branco, embrião da cidade "Nossa Senhora de Belém do Grão-Pará" (atual município brasileiro de Belém), na Capitania do Grão-Pará (atual estado do Pará).[1]